# Costageminiana
Costageminiana è una frazione del comune di Bardi, in provincia di Parma.
La località dista 8,29 km dal capoluogo.

## Geografia fisica
Il territorio di Costageminiana, paese frazionato nelle località di Cantiga, Costalta, Costa di Sopra, Geminiano e Caberra, si estende sulla riva destra del torrente Dorbora, proveniente dal monte Lama.

## Storia
L'originario luogo di culto dedicato a san Bartolomeo Apostolo nella località di Caberra risulta menzionato per la prima volta, quale cappella dipendente dalla non lontana pieve di Pione, in un documento del 1352.
La località di Cantiga fu teatro nel 1502 della nascita della mistica Margherita Antoniazzi, che nel 1533 fondò accanto alla chiesa di Caberra l'oratorio della Santissima Annunziata con annesso monastero; negli anni seguenti il luogo di culto fu meta di un sempre crescente numero di pellegrinaggi, ma nel 1599 il vescovo di Piacenza Claudio Rangoni e il principe Federico Landi trasferirono le monache in un nuovo convento a Compiano.
Nel XIX secolo dalla frazione di Costageminiana iniziò un inarrestabile processo di emigrazione, che determinò l'abbandono di numerosi edifici e alcuni insediamenti minori, tra cui Mulino Ceno.

## Monumenti e luoghi d'interesse

### Oratorio della Santissima Annunziata

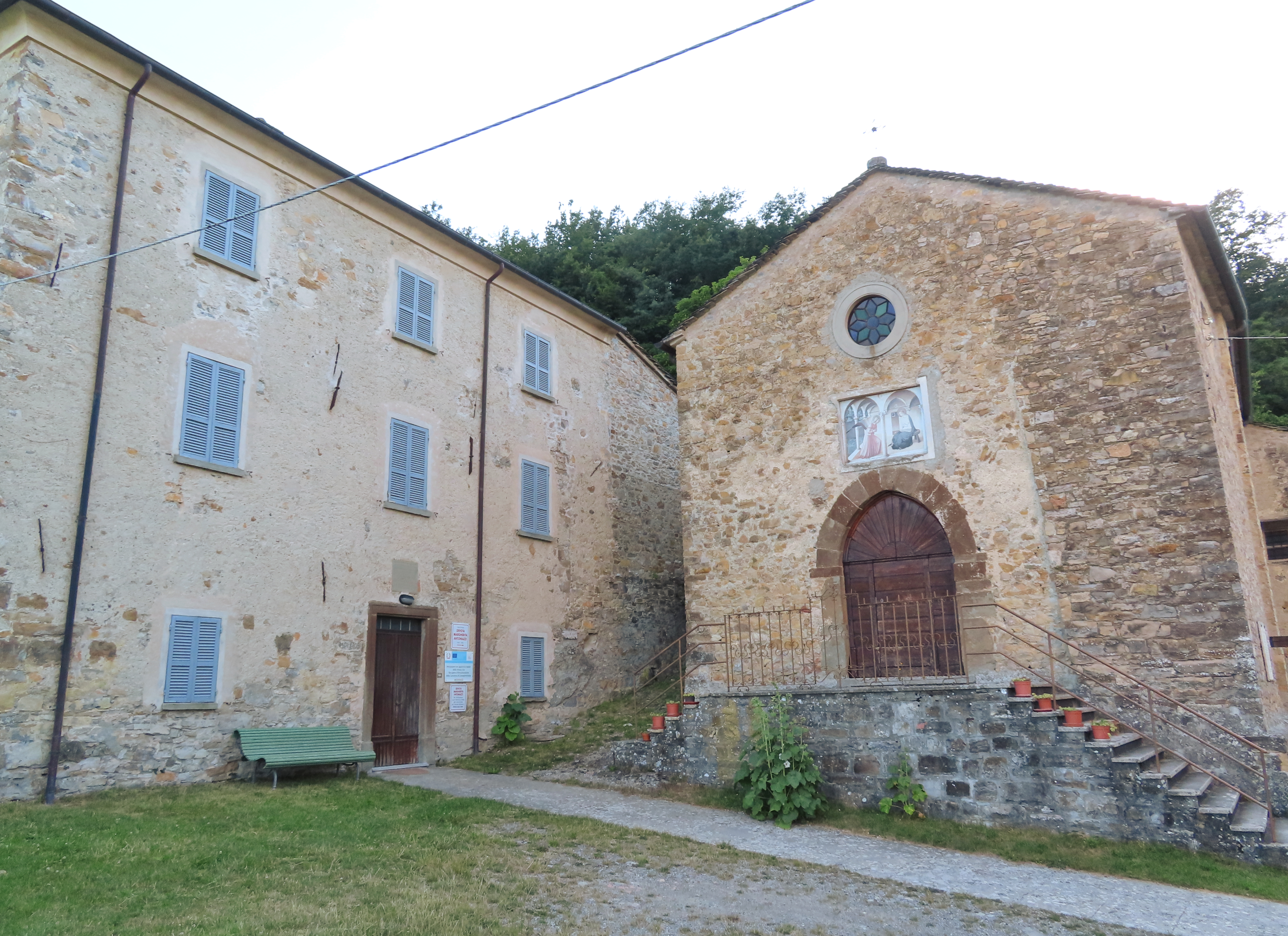
Oratorio della Santissima Annunziata e canonica

Edificato in stile tardo-romanico tra il 1525 e il 1531 per volere di Margherita Antoniazzi, su sostegno del conte di Bardi Agostino Landi, l'oratorio fu affiancato fin dall'origine dal monastero femminile delle margheritine, chiuso nel 1599. Il piccolo tempio rustico conserva alcune tracce degli antichi affreschi, la statua cinquecentesca di San Rocco e le spoglie della venerabile.

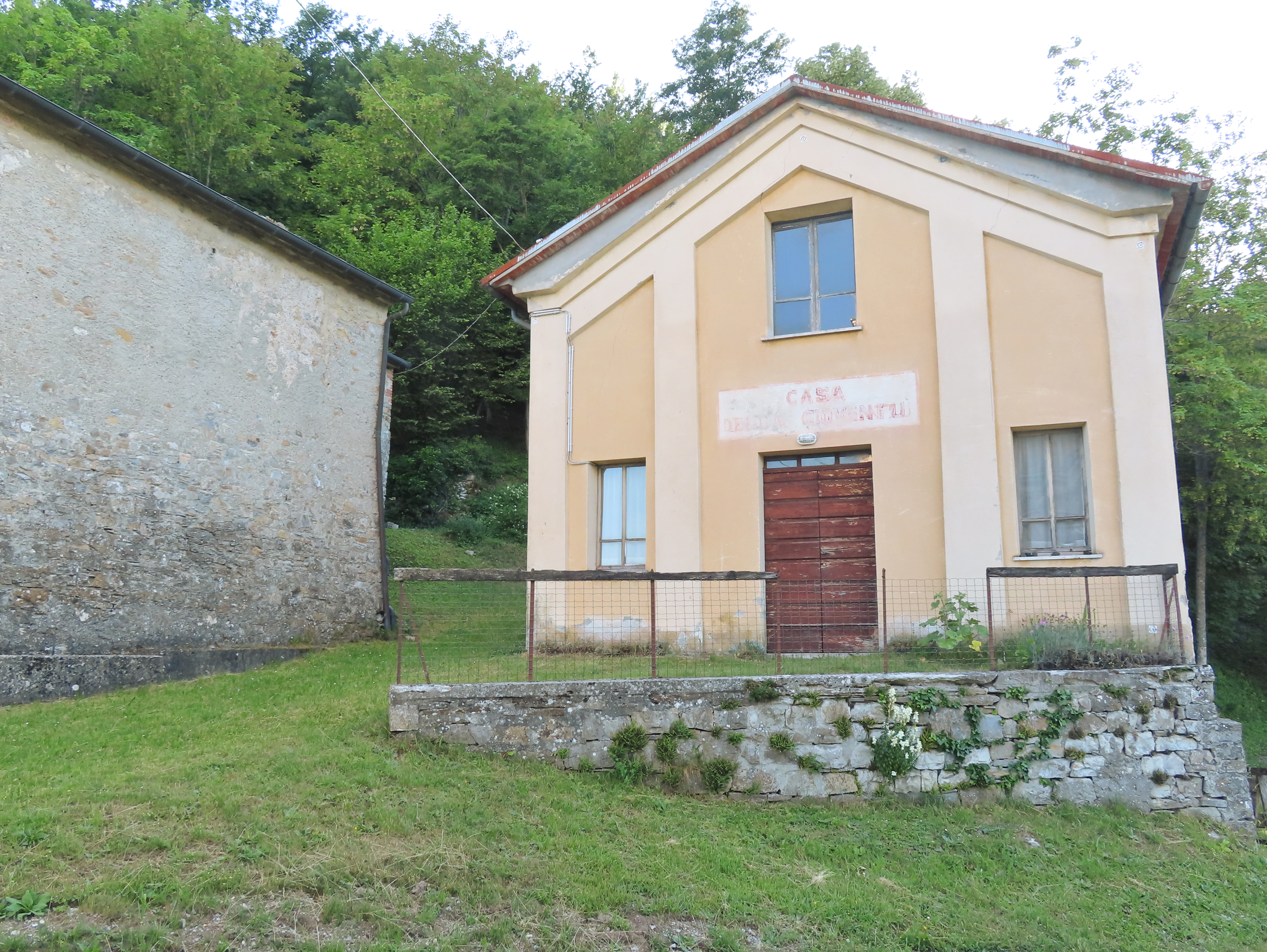
File:Casa della Gioventù a Caberra

### Chiesa di San Bartolomeo Apostolo

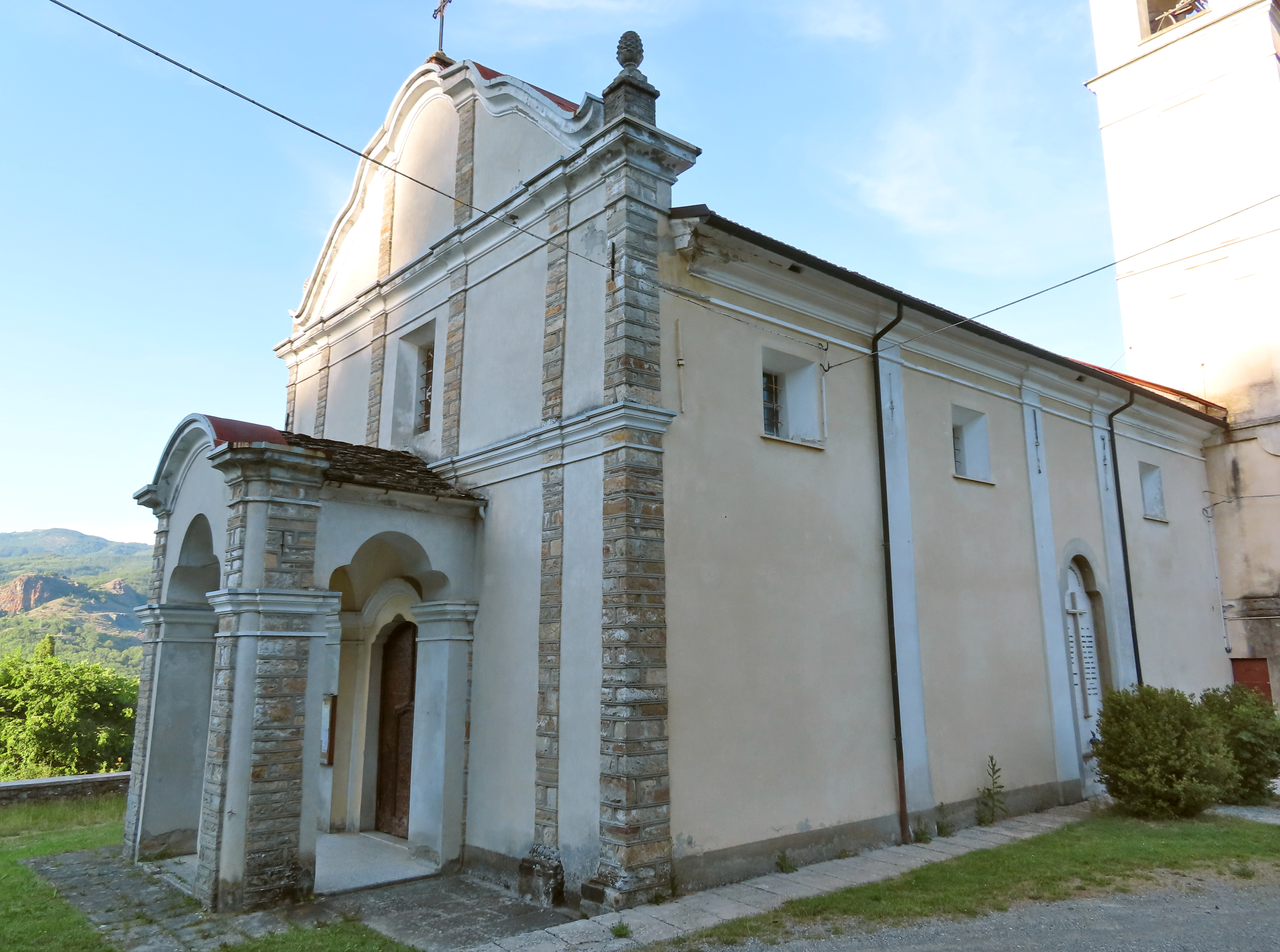
Chiesa di San Bartolomeo Apostolo

Edificata in stile barocco tra il 1726 e il 1744 sul luogo di una precedente cappella romanica, la chiesa fu completata nel 1846 con la costruzione del campanile. Al suo interno, riccamente decorato con stucchi e affreschi, il tempio conserva alcune pale settecentesche attribuite ad Antonio Maria Peracchi.

### Oratorio della Madonna Immacolata
Edificato intorno alla metà del XVII secolo, l'oratorio di Costa fu ristrutturato in forme neogotiche nel XX secolo. Il luogo di culto presenta una facciata a capanna intonacata, delimitata da due lesene doriche; al centro si apre l'ampio portale d'ingresso ad arco a tutto sesto, sormontato da una bifora ad arco ogivale scandita da colonnine in laterizio; all'interno la navata, coperta da una volta a botte, è ornata con un cornicione perimetrale modanato in aggetto; il presbiterio accoglie l'altare maggiore marmoreo a mensa, con paliotto in marmi policromi, e, all'interno di una nicchia sul fondo, la statua in gesso della Madonna Immacolata.

### Santuario della Beata Vergine della Misericordia
Costruito in forme neoclassiche nel 1887 nel luogo in cui nel 1524 si rifugiò Margherita Antoniazzi quando si ammalò di peste, l'oratorio di Rondinara presenta una facciata a capanna in pietra, delimitata da due lesene doriche, a sostegno del frontone triangolare di coronamento, e preceduta da un grande portico voltato a botte e retto da colonne doriche; l'edificio, sviluppato su una pianta centrale quadrata, è coperto da una cupola su pennacchi, sormontata da una lanterna a base ottagonale; sul fondo dell'aula è ospitato l'altare maggiore in pietra.

### Oratorio della Madonna Immacolata
Costruito in epoca imprecisata, l'oratorio di Madonna del Monte fu aperto al culto pubblico nel 1887. L'edificio presenta una spoglia facciata a capanna in pietra, sormontata da un piccolo campanile a vela; all'interno la navata, coperta da una volta a botte, è ornata con un cornicione perimetrale modanato in aggetto; il presbiterio voltato a botte, preceduto dall'arco trionfale decorato con affreschi, accoglie l'altare maggiore.